# José Andrés Luján del Castillo
José Andrés Luján del Castillo (San Buenaventura de Atotonilco, Chihuahua, 1792 - Chihuahua, Chihuahua, 25 de junio de 1856) fue un político mexicano de origen novohispano, ocupó numerosos cargos públicos en el estado de Chihuahua, entre ellos el de gobernador del mismo, por unos días en 1830.

## Reseña biográfica
Originario del entonces pueblo de San Buenaventura de Atotonilco, hoy Villa López, Chihuahua; inició su carrera política en 1820 al ser electo alcalde del ayuntamiento de Guajoquilla —hoy Jiménez, Chihuahua—, en cuyo carácter juró en 1821 el Plan de Iguala que proclamaba la independencia de México de la corona española. 
En septiembre de 1824 fue elegido diputado al Congreso Constituyente del estado de Chihuahua, correspondiéndole participar en la redacción del primer texto constituciona del estado, y al término de esta función asumió la titularidad de la Administración General de Rentas del estado hasta 1826 en que volvió a ser electo diputado al Congreso del Estado, dejando dicho cargo en 1827 para volver al anterior y permanecer al frente de dicha oficina hasta 1830.
Hacia finales de 1829 e inicios de 1830 se conoció en Chihuahua el levantamiento que enarbolando el Plan de Jalapa por el vicepresidente Anastasio Bustamante, derrocó al presidente Vicente Guerrero; en el estado, el gobernador José Antonio Arce Hinojos se declaró partidario de Bustamante, mientras que numerosos miembros del Congreso sostuvieron a Guerrero, teniendo como consecuencia un golpe de Estado en el que el gobernador Arce expulsó del estado a varios diputados y al vicegobernador del mismo, Rudecindo González Rey. En consecuencia, el 4 de mayo de 1830 José Andrés Luján asumió el cargo de vicegobernador del estado.
Debido a ello, ocupó la gubernatura de Chihuahua durante un corto periodo del 2 al 28 de junio de 1830 en que el gobernador titular, José Antonio Arce, recibió una licencia al cargo por motivos de salud. En agosto del mismo año dejó el cargo de vicegobernador y retornó a la Administración General de Rentas, permaneciendo en dicha función hasta 1834 y de ese año a 1838 fue jefe de la sección de Rezagos y Liquidación de Cuentas de la misma.
A partir de dicho año ocupó cargos secundarios en la administración pública, prestó su apoyo al gobierno en las luchas contra las tribus apaches y en la Intervención estadounidense en México, así como se dedicó a la agricultura en una huerta de su propiedad en las inmediaciones de la ciudad de Chihuahua.
En 1847 fue designado jefe político del cantón Allende y en 1849 fue nuevamente electo diputado al Congreso de Chihuahua, reelecto para el mismo cargo en 1851, cesó en el mismo con la disolución de las legislaturas estatales al inicio del último gobierno de Antonio López de Santa Anna en 1853. Al triunfo de la revolución de Ayutla en diciembre  de 1855 el gobernador Juan Nepomuceno de Urquidi lo nombró jefe político del cantón Jiménez, en abril de 1856 renunció a dicho cargo por encontrarse enfermo, y habiéndose trasladado a la capital del estado para atenderse de dicho padecimiento, murió en esa ciudad el 25 de junio de 1856.